# 觀世音 (1985年電視劇)
《观世音》（直译：「转世公主」）是香港電視廣播有限公司製作的電視劇，赵雅芝、任达华主演。该剧顺利荣获当年纽约国际电影电视节金牌奖。该剧在拍摄时引起香港佛教界的讨论，部分佛教界人士质疑“赵雅芝”当时刚刚离婚就饰演“观世音”这一角色是否适合，而该劇也在1986年內引起基督和天主教會輿論。

## 故事大纲
古代興林國國君妙莊王（劉丹飾），因受滅世魔尊（朱鐵和飾）的心魔所制而滅佛，觸怒上天，致令獨生太子戰死沙場，皇后三度臨盆亦只誕下女兒。大公主妙心（吳君如飾）性情善妒、二公主妙元（廖安麗飾）怕事懦弱，三公主妙善（趙雅芝飾）生即茹素，如吃到荤食会感到噁心，聰穎巧思，愛國愛民，被妙莊王視為皇位繼承人。但妙善生就慧根，崇尚佛法，不慕俗世名利，後更因拜佛而與妙莊王發生衝突，妙善離宮，遁跡佛門。雲天朗（任達華飾）為忠良之後，為報父仇欲殺妙莊王機緣巧合遇妙善，為之傾心，惜妙善一心向佛，堅拒其情意。此時，興林國大權為國師金龍（譚炳文飾）及大駙馬易都雷（戴志偉飾）所把持，民不聊生。妙善不畏艱辛，與天朗上七重天取羊脂白玉瓶以救蒼生。國師等聯同魔尊千方百計阻止之，妙莊王更不欲負累妙善而自盡。魔尊以妖火焚城，但妙善之楊枝甘露尚未修煉成功，未能抗敵。而妙莊王亦被打下十八層地獄，受惡鬼欺凌，妙善救妙莊王出地狱，妙莊王感到其罪孽深重，愿意十世为牛赎罪，雲天朗与妙善，照顾妙莊王投胎的小牛。不過最後還是邪不勝正，妙善順利消滅魔尊。

## 矛盾之处
矛盾為该劇中較為重大的瑕疵之處，如下：
- 剧中绝大部分剧情妙善公主都尚未得道，卻曾在多个场合念《摩訶般若波羅蜜多心經》。根据剧情，“观世音”称号是妙善得道后佛祖赐给她的，而《心經》是描述得道后的观世音与舍利弗的对话，开头一句的「观自在菩萨」即「观世音菩薩」，因此她不應在得道前就能念起得道后的称号。
- 一部以佛教为主题的电视剧却到处出现灭世魔尊修炼时所用的道教符咒，及妙善在上七重天时所运用的阴阳五行的学说。
- 兴林国虽然是不存在的国家，但传说是在唐朝之前建国，而剧中卻多次引用唐朝僧人惠能的佛偈。
- 剧中引用唐朝僧人惠能的禅宗公案《风幡颂》：“不是风兮不是幡，白云依旧覆青山。年来老大浑无力，偷得忙中些子闲”。原本是惠能说的话，编剧却编成是妙善在街上看见二人辩论旗帜飘扬是风动还是旗动而说的话。

## 主要演員
- 趙雅芝 飾 妙善、觀音菩薩
- 任達華 飾 雲天朗
- 劉　丹 飾 妙莊王
- 莊文清 飾 皇后
- 吳君如 飾 妙心
- 廖安麗 飾 妙元
- 歐陽震華 飾 阿難
- 譚炳文 飾 金龍
- 戴志偉 飾 易都雷
- 朱鐵和 飾 滅世魔尊
- 龍天生 飾 周昆
- 朱小寶 飾 永蓮
- 盧海鵬 飾 阿弥陀佛
- 李香琴 飾 文殊菩薩
- 夏　雨 飾 迦葉
- 劉雅麗 飾 迦葉妻
- 談泉慶 飾 魯山度
- 江　毅 飾 太師
- 關海山 飾 妙莊王去世之父王
- 黃一飛 飾 哈赤兒
- 曾偉明 飾 幽冥鬼王
- 余子明 飾 舍利弗
- 歐瑞偉 飾 雷四弟
- 葉天行 飾 洪將軍
- 邵美琪 飾 妙元婢女（宮女）